# 부산 자비암 선림보훈
자비암 선림보훈(慈悲庵 禪林寶訓)은 부산광역시 동래구 자비암에 있는 조선시대의 책이다. 2015년 1월 28일 부산광역시의 유형문화재 제152호로 지정되었다.

## 개요
선림보훈(禪林寶訓)은 학덕이 높은 스님들의 좋은 말씀이나 행동들에 대한 것을 모아 편찬한 것이다. 송나라 승려 대혜 종고(大慧宗杲, 1089~1163)와 죽암 사규(竹庵士珪, 1082~1146)가 운거산 운문사(雲居山 雲門寺)의 옛터에 토굴을 짓고 20여 년간을 살 때 총림(叢林)의 도덕이 쇠퇴해 가는 것을 염려하여 함께 편집한 것이 처음이다.우리나라에서는 고려시대부터 선림보훈이 간행되긴 했지만 지금까지 간행년도가 알려진 선림보훈의 판본은 4종 밖에 없으며, 전래되는 책들도 적어 불서(佛書)로는 매우 귀한 편이다. 현재까지 전해지는 선림보훈 중에서 간행년도가 알려진 것으로 가장 이른 것은 삼성미술관 리움에서 소장하고 있는 1378년 충주 청룡선사(淸龍禪寺)에서 개판한 것으로 보물 제700호로 지정되어 있다. 자비암 소장 선림보훈은 중종 20년(1525)에 순천 모후산 대광사(母後山 大光寺)에서 개간한 2권 1책의 목판본이다. 닥종이(楮紙)에 인쇄하였으며 오침안정법의 선장으로 장정되었다. 어미(魚尾)는 3개로 이루어진 것으로 서지학적으로 매우 보기 드문 형태이다.자비암 소장 선림보훈의 판본은 고려본 다음으로 간행된 판본으로 판단된다. 비록 표지가 없고 중요한 부분인 간기가 있었던 마지막 반장이 탈락되기는 했으나, 현재 보존하고 있는 나머지 부분들의 보존 상태는 대체로 양호하다. 자비암 소장 선림보훈은 임진왜란 이전 판본이고, 동일 판본인 국립중앙도서관 소장본을 통해 간기가 확인되며, 특이한 어미를 지니고 있어 서지학적인 가치가 있다.

## 참고 문헌
- 자비암 선림보훈 - 국가유산청 국가유산포털